# 奥谷通教
奥谷 通教（おくたに みちのり、本名同じ、）は、日本の漫画家。旧名：奥谷みちのり。
なお、本人の公式サイトでは、ペンネームを奥 道則（おく みちのり）に改名したと発表している。

## 来歴
2001年2月から『月刊少年マガジン』（講談社）にて連載された『紡!DANGAN★DRIVE!!』が人気作となり、単行本15巻、5年間の長期連載になる。2008年7月から1年間、「シャトゥーン〜ヒグマの森〜」を『ビジネスジャンプ』（集英社）にて連載。本作は増田俊也原作の『このミステリーがすごい!』大賞（宝島社）優秀賞を受賞した同名小説のコミカライズ版である。
2015年、『週刊漫画ゴラク』（日本文芸社）2月20日号より観月昴の原作によるアウトロー漫画『新宿セブン』の連載を開始。その後、同作は『漫画ゴラクスペシャル』（同）で連載。2017年、同作がテレビドラマ化される。
2021年、『週刊漫画ゴラク』6月25日号より、『新宿セブン』の組み合わせによる警察漫画『新宿BOX』の連載を開始。2024年、『ゴラクエッグ』（同）にて、奥谷通教名義で獣害事件を描いた『ヒグマグマ』の連載を開始。

## 作品リスト

### 奥谷みちのり名義
- 時空ウォーズ 奥谷みちのり短編集
- ばっくれんなよっ!（『マガジンSPECIAL』、全2巻）
- 事件列島ブル（原作：横山秀夫、『週刊少年マガジン』1993年5号 - 20号、講談社、全2巻）

### 奥谷通教名義
- Kick!Kick!!（『月刊少年マガジン』1996年6月号[8] - 1997年5月号[9]→『月刊少年マガジンGREAT』1997年7月号[9] - 、講談社、全7巻）
- 紡!DANGAN★DRIVE!!（原作：佐木飛朗斗、『月刊少年マガジン』2001年3月号[10] - 2006年2月号[11]、講談社、全15巻）
- STINGスティング（『ビジネスジャンプ』2007年1月、集英社）
- 殺意の刻（『ビジネスジャンプ増刊』2007年11月、集英社）
- 赤憎の牌（『近代麻雀オリジナル』2008年4月、竹書房）
- シャトゥーン〜ヒグマの森〜（原作：増田俊也、『ビジネスジャンプ』2008年15号 - 2009年14号、集英社、全3巻）
- ヒグマグマ（『ゴラクエッグ』[7]2024年2月15日[12] - 連載中、日本文芸社、既刊3巻）

### 奥道則名義
- カブキの不動（原作：観月昴、『週刊漫画ゴラク』2009年8月12日発売号 - 不定期掲載、日本文芸社、全3巻）
- タイトル不明（『スーパージャンプ特別編集増刊 まんぷくジャンプ』[13]、2011年） - 鍋田吉郎×奥道則名義[13]
- 新宿セブン（原作：観月昴、『週刊漫画ゴラク』2015年2月20日号[4] - →『漫画ゴラクスペシャル』[5] - 2020年8月15日号[14]、日本文芸社、全12巻）
- バクサイ〜IR法黙示録〜（原作：夏原武、『まんが王国コミックス』2020年 - 、ビーグリー）
- 新宿BOX（原作：観月昴、『週刊漫画ゴラク』2021年6月25日号[6] - 2023年7月7日号[15]、日本文芸社、全6巻）